# کارینا هابشادووا
 کارینا هابشادووا (اسلواکی: Karina Habšudová؛ زاده ۸ فوریهٔ ۱۹۷۳) تنیس‌باز سابق اهل اسلواکی است.